# Solenopsis macrops
Solenopsis macrops är en myrart som beskrevs av Santschi 1917. Solenopsis macrops ingår i släktet eldmyror, och familjen myror. Inga underarter finns listade i Catalogue of Life.

## Bildgalleri

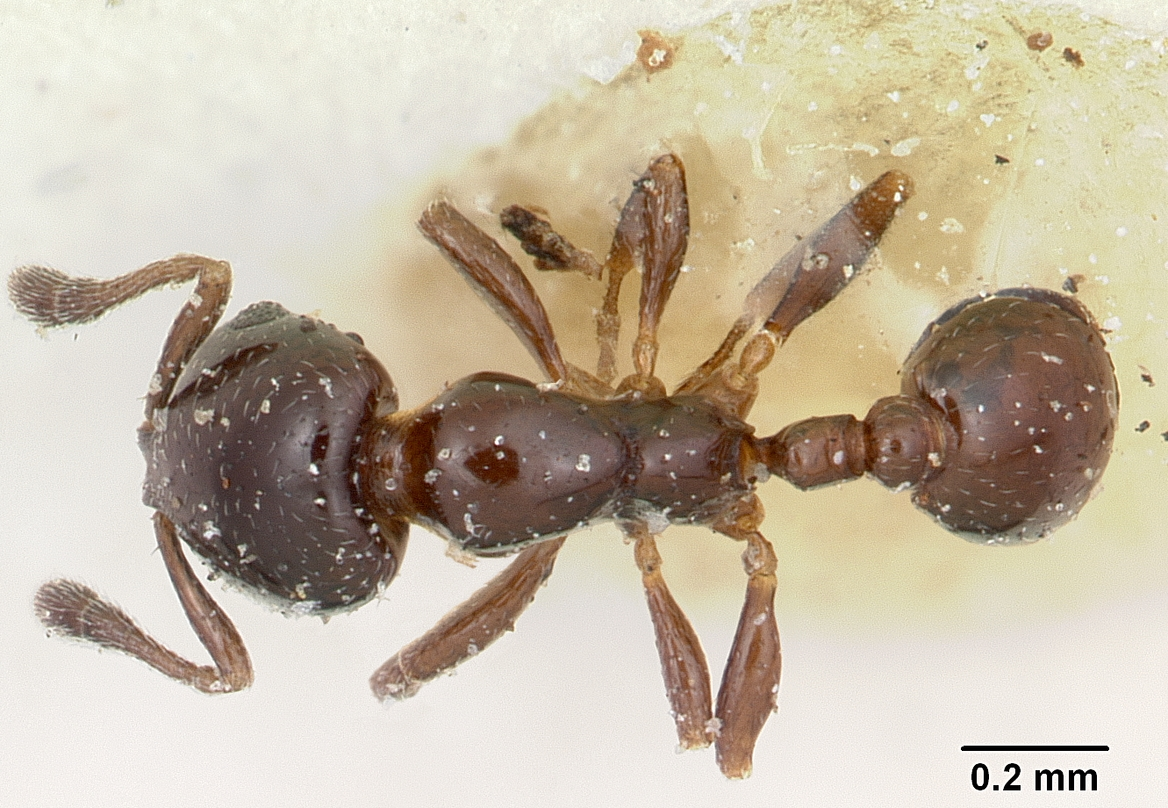
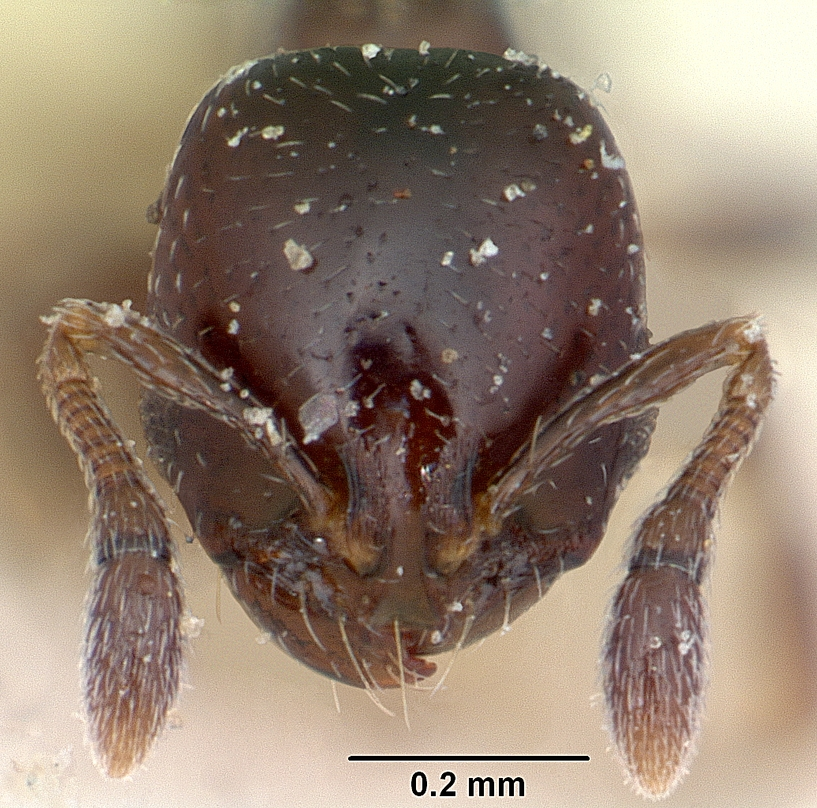
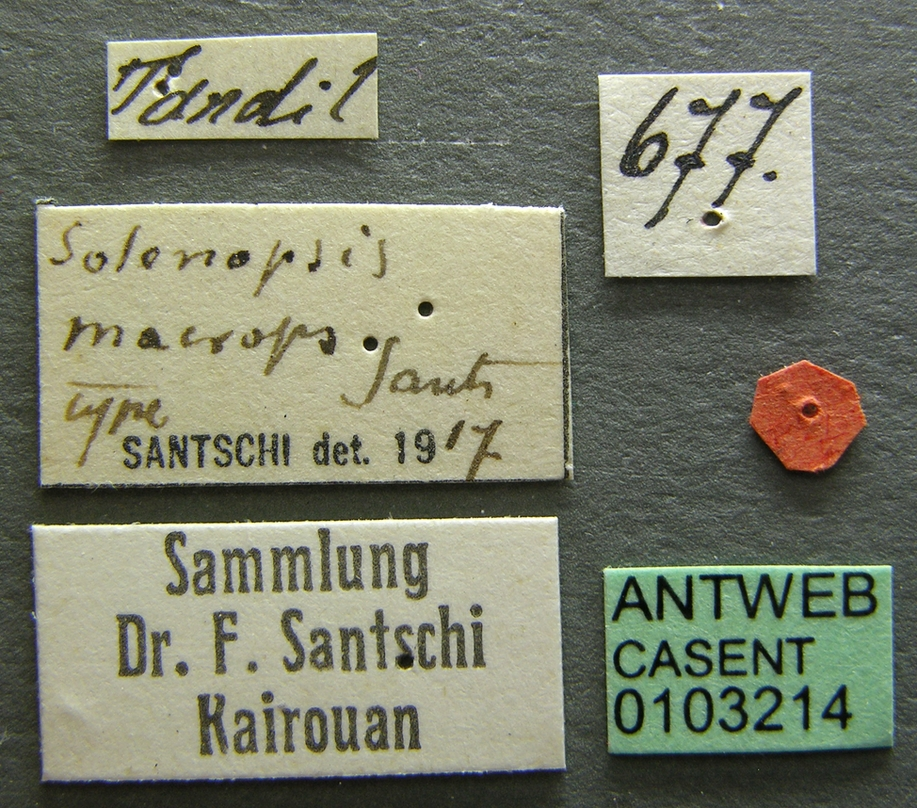
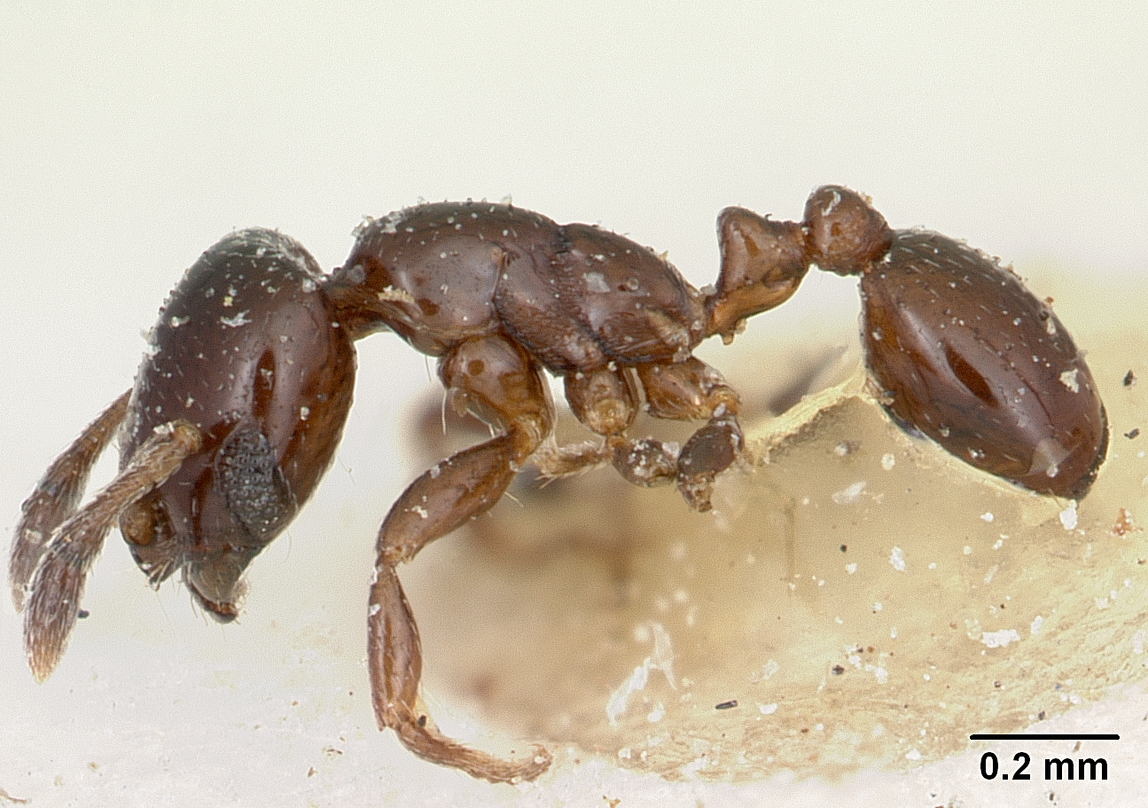